# Kamenica (miasto Valjevo)
Kamenica (cyr. Каменица) – wieś w Serbii, w okręgu kolubarskim, w mieście Valjevo. W 2011 roku liczyła 868 mieszkańców.